# Cormac I Cas
Cormac I Cas („Szybki” lub „Zwinny”) – legendarny król Munsteru z dynastii Eóganacht w latach 262-274, syn Aililla I Oluma, króla Munsteru i jego żony Sadb, córki Conna Stu Bitew, zwierzchniego króla Irlandii, przodek Dál gCais oraz rodu O’Briain z Thomond (ang. O’Brien, Bernard, Brien, Bryan i Bryant). 
Cormac w bitwie pod Mag Muccruma, w 250 r., stracił swych siedmiu braci. Ailill I Olum, będąc starym człowiekiem postanowił przekazać rządy nad Munsterem Cormacowi i jego potomkom. Gdy dowiedział się, że jego najstarszy poległy syn, Eogan Mor, pozostawił pogrobowca Fiachę Muillethana, postanowił, że Cormac Cas powinien być królem tylko dożywotnio, a jego następcą ma zostać wnuk Fiacha Muillethan; zaś po nim ma nastąpić syn Cormaca, i tak przez następne pokolenia na przemian. Zarządzenie było przestrzegane między nimi przez wiele pokoleń, dzieląc królestwo na południowy i północny Munster, czyli Desmond i Thomond. Właściwie doszło do podziału królestwa po śmierci Cormaca na południowy i północny Munster.
Cormac był jednym z najbardziej znakomitych zwycięzców swego czasu i "znakomitym co do siły ciała, zręczności i odwagi". Pokonał Lagenian (mieszkańcy Leinsteru) w bitwach: pod lorras Damhsa, Carmen (lub Wexford), Liamhan (lub Dunlaven), Tarą, Teltown i Samhna Hill; zwyciężył mieszkańców Connachtu w sławnej bitwie pod Cruachan na terenie hrabstwa Roscommon. Kroniki Czterech Mistrzów zanotowały, że Cormac Ulfada, arcykról Irlandii i brat cioteczny Cormaca Casa, w piętnastym roku panowania, tj. 269 r., prowadził wojnę z Munsterem. Walczył tam w dziewięciu bitwach: pod Berre, nad jeziorem Loch Lein, pod Luimneach (obecnie Limerick), pod Grian, pod Classach, pod Muiresc, pod Fearta, w której zginął brat Cormaca Casa, Eochaid Taebfada; pod Samhain, w której zginął Cian, młodszy rodzony brat Cormaca Casa; zaś ostatnią bitwę rozegrał pod Ard-cam („Krzywe Wzgórze”).
Cormac Cas zmarł w Dun-tri-Liag (Fort Płyt Kamiennych), obecnym Duntrileague w hrabstwie Limerick, od ran otrzymanych w bitwie pod Samhna Hill. Zraniony został włócznią Eochaida Czerwonych Brwi, króla Leinsteru. Z żoną Samair (Samer), córką Fionna mac Cumhaill, słynnego wodza fianna, miał trzech synów: Tine’a, Connlę oraz Mogcorba, przyszłego króla północnego Munsteru, czyli Thomondu.